# 바를레타
바를레타(이탈리아어: Barletta)는 이탈리아 남부 풀리아주에 있는 도시이다.
풀리아 주 동부, 아드리아해 연안, 오판토 강의 하구에 위치하는 항구도시이다. 기원전에 이미 항구로 건설되었고, 중세 시대에도 중요한 항구의 지위를 유지하였다. 중세 시대에 건축된 대성당, 성곽 등이 건축되었으나, 근대에는 이탈리아 남부의 다른 지역과 마찬가지로 발전이 뒤졌다. 최근 각종 공업이 발달하면서 다시 발전하고 있다.
바리현에 속해 있다가, 부근의 안드리아와 함께 2009년 신설된 바를레타안드리아트라니도으로 이관되었다.